# Zapornia bicolor
Il rallo di Elwes, rallo codanera,  o schiribilla codanera (Zapornia bicolor (Walden, 1872)) è un uccello della famiglia dei Rallidi originario delle regioni comprese tra l'India nord-orientale e la Cina centro-meridionale.

## Descrizione
Il rallo di Elwes è un Rallide di piccole dimensioni (22 cm), dal caratteristico piumaggio di colore bruno-rossiccio e grigio. Testa e collo sono di colore grigio-cenere scuro, mentre il resto delle regioni superiori è bruno-rossiccio. A eccezione del mento bianco e della coda nerastra, le regioni inferiori sono di un colore uniforme grigio scuro. I sessi sono simili. L'iride è rossa, il becco è verdastro con una piccola macchia rossa alla base, e le zampe sono rosse.
Emette un trillo discendente prolungato, preceduto da forti note stridule.

## Distribuzione e habitat
Il rallo di Elwes vive nelle regioni orientali dell'Himalaya, nelle regioni settentrionali di Myanmar, Thailandia e Indocina, e nella Cina sud-occidentale (Tibet sud-orientale, Yunnan, Sichuan meridionale e Guizhou orientale).
Si incontra nelle paludi e nei canneti, dalle colline pedemontane fino a 3600 m di altitudine.

## Biologia
Come altri Rallidi, il rallo di Elwes è una creatura furtiva e crepuscolare, avvistata solo di rado. Si alimenta a terra con una dieta che comprende insetti, altri invertebrati e semi.